# 1906 en sport
Cet article présente les faits marquants de l'année 1906 en sport.

## Alpinisme
- L'Américaine Fanny Bullock Workman réalise un record d'altitude féminin à 6 930 m sur le Nun Kun, dans l'Himalaya ; elle tiendra ce record jusqu'en 1934[1].

## Automobile
- 26 et 27 juin : première édition du Grand Prix de France au Mans. Le pilote hongrois Ferenc Szisz s'impose sur une Renault AK.

## Baseball
- Les Chicago White Sox remportent les World Series face aux Chicago Cubs

## Cricket
- Le Kent est champion d’Angleterre.
- New South Wales gagne le championnat australien, le Sheffield Shield.

## Cyclisme
- Le Français Henri Cornet s'impose dans le Paris-Roubaix.
- Tour de France (4 juillet au 29 juillet) : René Pottier remporte le Tour devant Georges Passerieu et Louis Trousselier.

Article détaillé : Tour de France 1906

## Football
- 10 avril : Madrid FC remporte la Coupe d’Espagne.
- Liverpool FC champion d’Angleterre.
- Celtic FC est champion d’Écosse.
- 21 avril : Everton remporte la Coupe d’Angleterre face à Newcastle UFC, 1-0.
- 28 avril : Heart of Midlothian gagne la Coupe d’Écosse en s’imposant en finale face à Third Lanarck, 1-0.
- 29 avril : Juventus champion d’Italie.
- 29 avril : le R.C. Roubaix est champion de France USFSA.
- 14 mai : FC Winterthur remporte le Championnat de Suisse.
- 27 mai : VfB Leipzig champion d’Allemagne.
- La Royale Union Saint-Gilloise est championne de Belgique de football.
- 7 octobre : Germânia champion de l'État de Sao Paulo (Brésil).
- 7 octobre : Alumni champion d'Argentine.
- Article détaillé : 1906 en football

## Golf
- Le Britannique James Braid remporte le British Open
- L’Américain Alex Smith remporte l’US Open

## Hockey sur glace
- Coupe Magnus : les Patineurs de Paris sont champions de France.
- Les Silver Seven d'Ottawa remportent la Coupe Stanley.

## Jeux olympiques
- Avril, importante éruption du Vésuve. Face à l'ampleur de la reconstruction les autorités italiennes demandent la ré-attribution des Jeux olympiques d'été de 1908 prévus à Rome.
- Jeux olympiques d'été intercalés à Athènes.

## Joute nautique
- Louis Vaillé (dit lou mouton) remporte le Grand Prix de la Saint-Louis à Cette.

## Rugby à XIII
- Bradford remporte la Challenge Cup anglaise.
- Leigh est champion d’Angleterre.

## Rugby à XV
- Le Stade bordelais UC est champion de France.
- Le Devon est champion d’Angleterre des comtés.
- La Western Province remporte le championnat d’Afrique du Sud des provinces, la Currie Cup.
- 1er janvier : premier match officiel de l'Équipe de France de rugby à XV contre la Nouvelle-Zélande, score final 8-38 pour les All-Blacks.

## Tennis
- 16e édition du championnat de France international de Tennis :
  - le Français Maurice Germot s’impose en simple hommes ;
  - la Française Kate Gillou s’impose en simple femmes.
- 30e édition du Tournoi de Wimbledon :
  - le Britannique Hugh Lawrence Doherty s’impose en simple hommes ;
  - la Britannique Dorothea Douglass s’impose en simple femmes.
- 26e édition du championnat des États-Unis :
  - l’Américain Bill Clothier s’impose en simple hommes ;
  - l’Américaine Helen Homans s’impose en simple femmes.
- La Grande-Bretagne remporte la Coupe Davis face aux États-Unis (5-0).

## Naissances
- 22 janvier : Paolo Pedretti, coureur cycliste italien, champion olympique de la poursuite par équipe aux Jeux de Los Angeles en 1932. († 22 février 1983).
- 2 février : Gösta Carlsson, coureur cycliste suédois.
- 5 février : Mariano Cañardo, cycliste espagnol.
- 6 avril : Victoriano Zorrilla, nageur argentin, champion olympique du 400 m nage libre (1928). († 23 avril 1986).
- 30 juillet : Alex Thépot, footballeur français
- 30 août : Maurice Archambaud, coureur cycliste français. († 3 décembre 1955).
- 2 septembre : Émile Pladner, boxeur français. († 15 mars 1980).
- 26 octobre : Primo Carnera, boxeur italien
- 30 octobre : Giuseppe Farina, pilote automobile italien
- 10 décembre : Jules Ladoumègue, athlète français
- 30 décembre : Jean Laurent, footballeur français